# お前の母ちゃんBitch!
『お前の母ちゃんBitch!』（おまえのかあちゃんビッチ）は、内田春菊による日本の漫画、またそれを原作とした日本映画。

## 概要
内田春菊は本作以前に同タイトルで別の漫画を描いていた。その「第1作」は男同士のBL漫画で、1994年7月に竹書房（バンブー・コミックス）より『お前の母ちゃんBitcH!』が第1巻のみ発売されたが、掲載誌休刊のため、未完となった。
題名が気に入っていたため、同タイトルで内容が異なるエッセイ漫画『お前の母ちゃんBitch!』が、『本当にあった笑える話』で連載され、2010年1月にぶんか社より発売されている。この「第2作」は2010年に自身が監督となり、映画化されている。
- 『お前の母ちゃんBitcH! 1』竹書房 ISBN 978-4884757175
- 『お前の母ちゃんBitch!』ぶんか社

1. 2010年1月22日発売 ISBN 978-4821189205
2. 2012年8月4日発売 ISBN 978-4821173136

## 映画
『お前の母ちゃんBitch!』は、2010年9月25日公開の日本映画。内田春菊自身の漫画を原作とする映画初監督作品（Vシネマ『闇のまにまに』も含めると監督2度目）。6人の監督によるちょっとエッチな恋愛映画の祭典『Love and Eros CINEMA COLLECTION』（ラブ・アンド・シネマ・コレクション）参加作品で、テアトル新宿で1週間限定上映。映画祭では『観客動員レース』が行われており、6作品中最多動員（及び評価1位）になった映画『島田陽子に逢いたい』（いまおかしんじ監督作）に賞金100万円が贈られ、本映画はシスレー賞（新人賞）を受賞している。
内田春菊が監督と脚本を担当した他、夫（当時）と4人の子供達も出演している。
本編のDVDは2011年5月21日発売。
キャッチコピーは「貴女のそばにもBitchは居る。」。

### ストーリー
専門学校生の五月雨ユウは、他の男とも付き合っている子持ちの人妻、芙美恵に興味を持ち、合コンで再開した時にラブホテルに連れて行ってしまうが…。

### キャスト
- 芙美恵 - 鈴木砂羽
- 五月雨ユウ - 小林優斗
- 松尾貴史（特別出演）
- 小沢仁志（特別出演）
- 亜紗美
- 貴山侑哉
- オオタスセリ

### スタッフ
- 原作・脚本・監督・挿入歌・作詞&歌唱・振付・挿入漫画 - 内田春菊
- 助監督 - 江利川深夜、奥村陽介
- 撮影 - 林健作
- 撮影助手 - 山田健太郎
- 録音 - 山口勉
- 録音助手 - 豊田晃司
- メイク - 島田万里子
- 制作 - 酒井識人、多賀典彬
- サポート - SISLEY
- 企画 - 利倉亮
- プロデューサー - 江尻健司
- アシスタントプロデューサー - 酒井識人
- 製作 - レジェンド・ピクチャーズ
- 配給 - アルゴ・ピクチャーズ

### 挿入歌
- 内田春菊『BITCHは貴女よ』